# Morris Fuller Benton
Morris Fuller Benton (ur. 30 listopada 1872 w Milwaukee, Wisconsin, zm. 30 czerwca 1948 w Morristown, New Jersey) – amerykański typograf, kierował działem projektowania w odlewni American Type Founders (ATF), w której był głównym projektantem w latach 1900–1937.

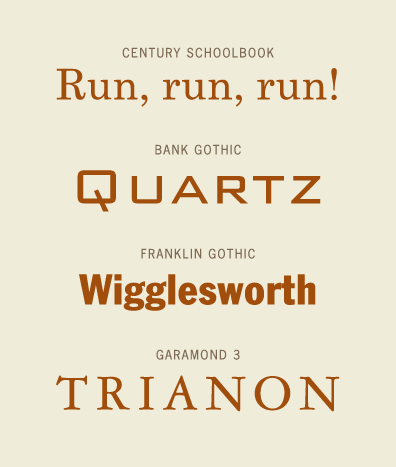
Kroje autorstwa Morrisa Fullera Bentona.

Wiele projektów Bentona jest wciąż w użyciu, np. duża rodzina pokrewnych bezszeryfowych krojów pisma, w tym Alternate Gothic, Franklin Gothic oraz News Gothic.

## Kroje pisma
Benton jest uznawany za najbardziej płodnego amerykańskiego projektanta czcionek. Wraz ze swoim zespołem stworzył 221 krojów, w tym digitalizacje krojów historycznych jak Bodoni i Cloister czy oryginalne projekty jak Hobo, Bank Gothic i Broadway, dodał także nowe grubości do istniejących krojów, np. Century, Goudy Old Style i Cheltenham. Nie był pomysłodawcą idei rodzin krojów, ale to właśnie on, pracując w ATF, rozpowszechnił tę koncepcję, zapewniającą spójny wygląd różnych stopni, szerokości i grubości pisma. To umożliwiło ATF wykorzystanie popularności udanych krojów i ułatwiło tworzenie konsekwentnych projektów graficznych; we wzorniku z 1923 r. opisali swoje podejście do tworzenia rodzin, które pozwoliło reklamodawcom "mówić na zawołanie ze zróżnicowaną emfazą i siłą orkiestry, [zamiast używać] mozaiki krojów akcydensowych".
Benton pracował jako kierownik zespołu projektantów odpowiedzialnych za stworzenie bazowego projektu kroju, a następnie dostosowanie go do różnych stopni i grubości. Uważał swoją pracę projektanta za istotną i w 1936 r., krótko przed odejściem na emeryturę stworzył krótką listę krojów, które uważał za swoje najważniejsze osiągnięcia.

## Technologia
Benton projektował z ogromnym wyczuciem estetycznym, dodatkowo doskonale opanował ówczesną technologię. Studiował inżynierię mechaniczną na Uniwersytecie Cornell, obronił się w 1896 roku. Jego ojciec, Linn Boyd Benton, wynalazł pantograficzną maszynę do grawerowania, która była zdolna nie tylko do skalowania wzoru jednej czcionki w różnych stopniach, ale także do kompensacji zmiany wielkości, ale mogła również skondensować, rozszerzyć i pochylić konstrukcję (matematycznie są to przypadki przekształcenia afinicznego, które jest obecnie podstawową operacją geometryczną większości systemów cyfrowej typografii, w tym PostScript). Morris używał tych urządzeń z ojcem w ATF, w tym czasie maszyny zostały udoskonalone do imponującej precyzji.
Theo Rehak, obecny właściciel dużej części wyposażenia typograficznego ATF i autor ostatecznej wersji traktatu Practical Typecasting, wyjaśnia, że Benton zażądał, aby jakiekolwiek odchylenie w obróbce lub odlewaniu nie przekraczało dwóch dziesięciotysięcznych cala. Większość nowoczesnych warsztatów mechanicznych jest przystosowana do pomiaru do jednej tysięcznej cala.